# Felicia Day
Kathryn Felicia Day (Huntsville, 28 juni 1979) is een Amerikaans actrice. Zij speelde onder meer Vi, een van de meisjes met de potentie om de nieuwe vampire slayer te worden in de televisieserie Buffy the Vampire Slayer en Codex in de komedieserie The Guild. Ze maakte haar filmdebuut in de thriller Delusional uit 2000. Day speelde tevens een van de hoofdrollen in Joss Whedons komische internetmusical Dr. Horrible's Sing-Along Blog, die hij maakte gedurende de staking van de Writers Guild of America in november 2007 tot en met februari 2008.
Day behoort tot een groep acteurs en actrices die geregeld opduiken in projecten van Whedon, zoals ook Nathan Fillion, Eliza Dushku, Amy Acker en Gina Torres. Zo was ze behalve in Buffy (2003) en Dr. Horrible's (2007-08) ook te zien in een gastrolletje in Whedons serie Dollhouse (met ook Dushku en Acker). The Guild was daarbij een project waarin Day niet alleen acteerde. Ze was ook schrijfster en producente van de serie.
Day leende haar stem aan personages in verschillende animatieseries, maar ook aan die in verschillende computerspellen. Ze sprak Mary Beth in voor Rock of the Dead (2010), Veronica Renata Santangelo voor Fallout: New Vegas (2010), Tallis voor Dragon Age II (2011) en Zojja voor Guild Wars 2 (2012).

## Filmografie
- Chasing Molly (2019)
- Stuck (2018)
- We Love You, Sally Carmichael! (2017)
- Chronicles of Humanity: Redemption (2015, stem)
- Lust for Love (2014)
- Rock Jocks (2012)
- Chronicles of Humanity: Descent (2011, stem)
- Lee Mathers (2010, televisiefilm)
- Red: Werewolf Hunter (2010, televisiefilm)
- Prairie Fever (2008)
- Dear Me (2008)
- God's Waiting List (2006)
- Mystery Woman: Vision of a Murder (2005, televisiefilm)
- Warm Springs (2005, televisiefilm)
- Bring It on Again (2004)
- June (2004, televisiefilm)
- Delusional (2003)
- They Shoot Divas, Don't They? (2002, televisiefilm)
- House Blend (2002, televisiefilm)
- Strings (2001)

## Televisieseries
*Exclusief eenmalige rollen
- The Magicians - Poppy (2018-2019, vier afleveringen)
- Mystery Science Theater 3000; The Return - Kinga Forrester (2017-2018, twintig afleveringen)
- Supernatural - Charlie Bradbury (2012-2019, tien afleveringen)
- Skylanders Academy - Cynder (2017-2018, 26 afleveringen)
- Stretch Armstrong & the Flex Fighters - Erika Violette (2017-2018, veertien afleveringen)
- Adventure Time with Finn & Jake - stem Betty Grof (2017-2018, acht afleveringen)
- Con Man - Karen (2015-2017, zes afleveringen)
- Critical Role - Lyra (2015, twee afleveringen)
- My Gimpy Life - Felicia (2012-2014, drie afleveringen)
- The High Fructose Adventures of Annoying Orange - verschillende stemmen  (2012-2014, 29 afleveringen)
- Outlands - 84 (2013, zeven afleveringen)
- Generator Rex - stem Annie (2010-2013, drie afleveringen)
- The Guild - Codex (2007-2013, 65 afleveringen)
- Fish Hooks - stem Angela (2012, drie afleveringen)
- Husbands - sexy pizza girl (2012, twee afleveringen)
- My Gimpy Life - Felicia (2012, twee afleveringen)
- Eureka - Holly Marten (2011-2012, achttien afleveringen)
- Dragon Age: Redemption - Tallis (2011, zes afleveringen)
- Generator Rex - stem Annie (2010-2011, drie afleveringen)
- Dollhouse - Mag (2009-2010, twee afleveringen)
- Dr. Horrible's Sing-Along Blog (2008, driedelige miniserie)
- Roommates - Alyssa (2009, drie afleveringen)
- The Legend of Neil - Fairy (2008-2010, elf afleveringen)
- Atom TV - Fairy (2008, twee afleveringen)
- Windfall - Danielle (2006, twee afleveringen)
- Undeclared - Shelia (2001-2003, twee afleveringen)
- Buffy the Vampire Slayer - Vi (2003, acht afleveringen)

## Boek
- Embrace Your Weird (2019), ISBN 9781982113223
- You're Never Weird on the Internet (Almost) (2016), ISBN 0751562491

- Bibsys: 15038163
- Bibliothèque nationale de France: cb17155165d (data)
- Gemeinsame Normdatei: 1151887781
- International Standard Name Identifier: 0000 0000 5912 122X
- Library of Congress Control Number: n2015068153
- MusicBrainz: fc1faea4-9ce7-435b-8494-2bc4412a473c
- Nationale Bibliotheek van Tsjechië: xx0202893
- Virtual International Authority File: 86362971
- WorldCat: E39PBJdh6trKjBbBtCqFmJ6Yfq